# جاده ئی۶۹ اروپا

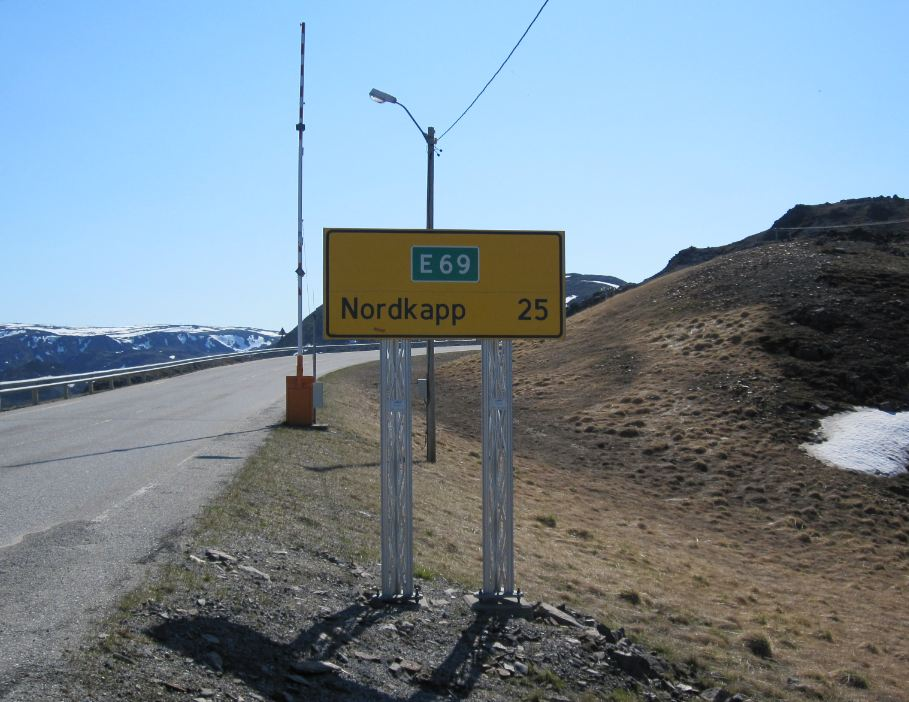
جاده ئی۶۹ اروپا در نروژ

جاده ئی۶۹ اروپا (به انگلیسی: European route E69) یکی از جاده‌های اصلی قاره اروپا است که در کشور نروژ قرار دارد.
این جاده که از شهر نردکپ شروع شده، در شهر اولدرفیورد به پایان می‌رسد و مسافت آن ۱۱۱ کیلومتر است.